# Johann Grothusen
Johann Grothusen, auch Johannes Grothusen (* 26. Januar 1586 in Hildesheim; † 15. November 1648 in Braunschweig) war ein deutscher Jurist. Er war Syndikus der Stadt Braunschweig, Geheimer Rat und Kanzler.

## Leben und Werk
Grothusen studierte Rechtswissenschaft an der Universität Helmstedt, wo er 1613 zum Dr. jur. promoviert wurde. Im Jahre 1615 wurde er Syndikus der Stadt Braunschweig, wo er die Nachfolge von Johann Roerhant antrat. Roerhant war nach dem Versuch, gegen den welfischen Landesherrn Herzog Friedrich Ulrich ein Bündnis der Stadt mit den Vereinigten Niederlanden auszuhandeln, im August 1614 unter Hausarrest gestellt worden. Grothusen unterzeichnete im Namen der Stadt Braunschweig am 21. Dezember 1615 den Steterburger Friedensvertrag, womit die militärische Auseinandersetzung mit dem Landesherrn beendet wurde. Die Stadt verpflichtete sich zur Erbhuldigung. Im Gegenzug erkannte der Herzog die städtischen Privilegien an. Seit 1623 war Grothusen „Fürstlicher Geheimrat von Hause aus“. Im Jahre 1625 beendete er seine Tätigkeit als Braunschweiger Syndikus und ging als Assessor im Schöppenstuhl nach Magdeburg. Bereits 1631 trat er als Hofrat und Kanzleidirektor in den Dienst der Herzöge von Braunschweig-Lüneburg der Linie Dannenberg in Hitzacker. Nach Beendigung dieser Tätigkeit wechselte er 1633 nach Lüneburg, blieb aber „Rat von Hause aus“. Nach dem Tod Herzog Friedrich Ulrichs im Jahre 1634 war Grothusen als Dannenbergischer Marschall bei den Verhandlungen über die Teilung der braunschweigischen Lande aktiv. Er kehrte 1635 als Kanzler nach Dannenberg zurück. Unüberbrückbare Konflikte mit der dortigen Landschaft veranlassten ihn 1637 zur Niederlegung des Amtes. Grothusen wurde 1644 Gräflich Tattenbach’scher Geheimrat und Direktor der Grafschaft Regenstein am Harz.
Grothusen starb 1648 in Braunschweig und wurde in der dortigen Martinikirche beigesetzt. Die Leichenrede hielt der Superintendent Andreas Heinrich Bucholtz.